# Новики (Липецкая область)
Новики — деревня Спешнево-Ивановского сельсовета Данковского района Липецкой области.

## География
Новики находится на правом берегу реки Вязовня. Через деревню проходит просёлочная дорога. Южнее расположен посёлок Новопетровский.

## Население
| 2010 |
| ---- |
| 7    |